# زاگراجه (زایچار)
زاگراجه (به صربی: Zagrađe) یک منطقهٔ مسکونی در صربستان است که در زایچار واقع شده‌است. زاگراجه ۲۴۱ نفر جمعیت دارد.